# Palosaari (ö i Finland, Mellersta Finland, Joutsa)
Palosaari är en ö i Finland. Den ligger i sjön Rutajärvi och i kommunen Joutsa i den ekonomiska regionen  Joutsa ekonomiska region  och landskapet Mellersta Finland, i den södra delen av landet, 210 km norr om huvudstaden Helsingfors. Öns area är 0,5 hektar och dess största längd är 160 meter i nord-sydlig riktning.